# Вузьконадкрилки
Вузьконадкрилки (Oedemeridae) — родина жуків надродини Тенебріоноїдні (Tenebrionoidea). Жуки середніх розмірів з вузьким подовженим тілом і м'якими покривами. Жуки живляться на квітах, личинки розвиваються у гниючій або сухій деревині, у пагонах трав'янистих рослин, іноді в лісовій підстилці. Білі личинки, довжиною 10-40 мм, з витягнутим циліндричним тілом і добре розвиненими грудними ногами. У більшості видів на декількох черевних сегментах є парні вирости — хибні ніжки, на кінці мають чорні шипики.
Відомо понад 1500 видів у близько 100 родах,.